# Saint-Alban (Côtes-d'Armor)
 Saint-Alban  es una población y comuna francesa, en la región de Bretaña, departamento de Côtes-d'Armor, en el distrito de Saint-Brieuc y cantón de Pléneuf-Val-André.

## Demografía
| 1202 | 1140 | 1194 | 1548 | 1662 | 1575 |
| Para los censos de 1962 a 1999 la población legal corresponde a la población sin duplicidades (Fuente: INSEE [Consultar]) |      |      |      |      |      |